# Lensman (cykl powieściowy)

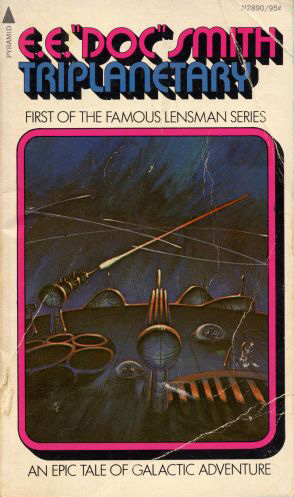
Okładka książkowej wersji „Triplanetary” z 1948 r.

Lensman – cykl powieściowy science fiction/space opera pióra amerykańskiego pisarza E.E. „Doca” Smitha. Początkowo, w latach 30. i 40. utwory należące do cyklu były publikowane w czasopismach pulpowych i dopiero po drugiej wojnie światowej, po poprawkach i uzupełnieniach, zostały opublikowane w wydaniach książkowych, by stać się jedną z najpopularniejszych serii książkowych w Ameryce. Cykl był nominowany do nagrody Hugo za najlepszy cykl wszech czasów.
Cykl składa się z następujących powieści uporządkowanych według wewnętrznej chronologii:
- Trójplanetarni (Triplanetary, Amazing Stories, 1934. Wersja zmieniona i poprawiona: Fantasy Press, 1948) )
- First Lensman (Fantasy Press, 1950)
- Galactic Patrol (Astounding Stories, 1937–1938)
- Gray Lensman (Astounding Stories, 1939–1940)
- Second Stage Lensmen (Astounding Stories, 1941–1942)
- Children of the Lens (Astounding Stories 1947–1948)